# Нойнкирхен (Баден)
Нойнкирхен (нем. Neunkirchen) — община в Германии, в земле Баден-Вюртемберг.
Подчиняется административному округу Карлсруэ. Входит в состав района Неккар-Оденвальд. Население составляет 1842 человека (на 31 декабря 2010 года). Занимает площадь 15,95 км².
Коммуна подразделяется на 2 сельских округа.

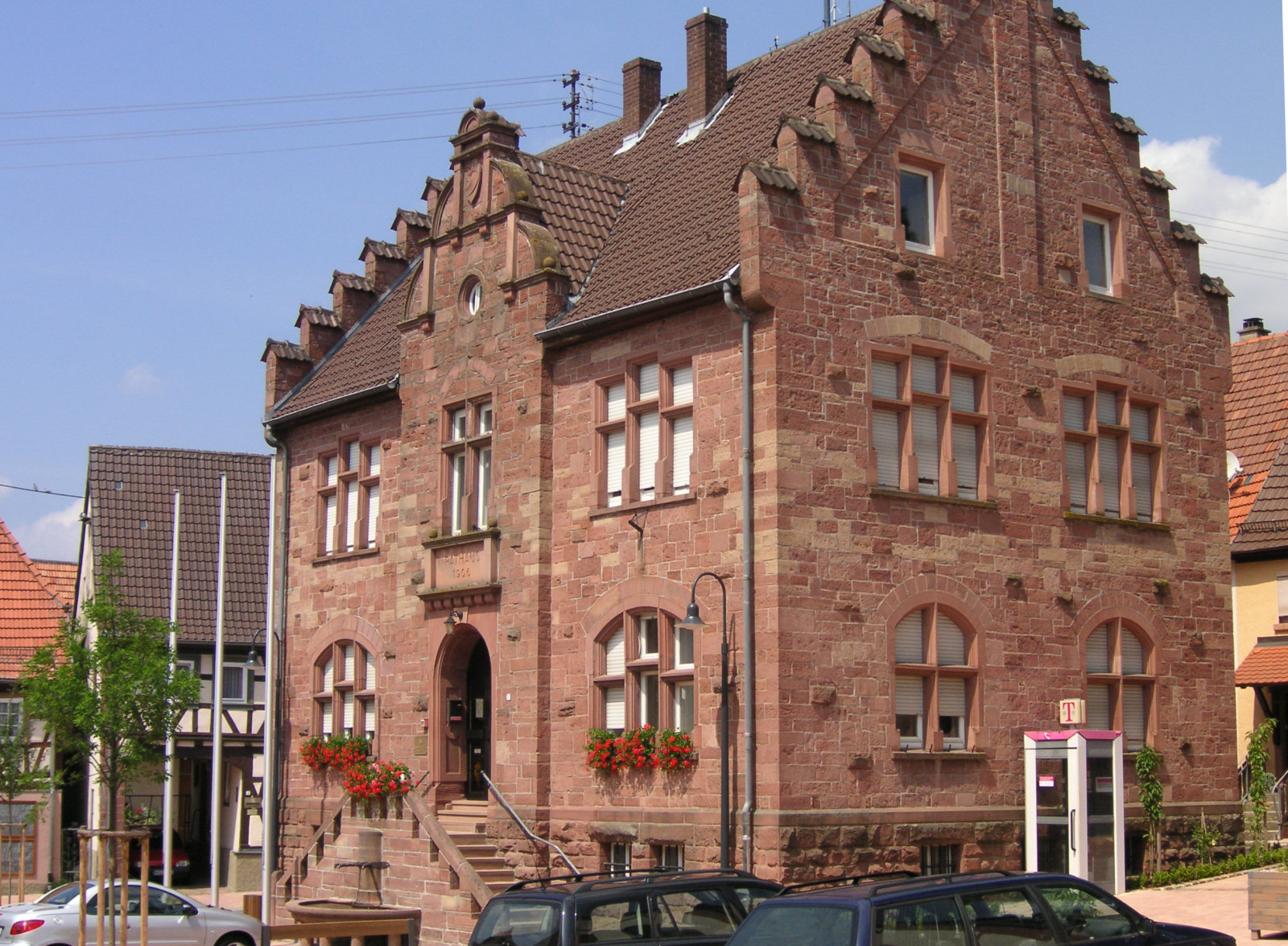
Ратуша